# مجموعة علاج الطبية
مجموعة علاج الطبية هي مؤسسة سعودية تقدم خدمات رعاية صحية بشكل رئيسي في مصر والسعودية. تأسست المجموعة في عام 1994 في مدينة جدة، عل يد الدكتور محمد أمين ومحمد فواز البشري واثنين من المستثمرين السعوديين.

## الشركات التابعة
- تواصل هولدنج.[3][4]

## المستشفيات والمراكز التابعة

### السعودية
- المستشفيات:

1. مستشفى غسان نجيب فرعون (GNP) تداوي - جدة.[5]
2. مستشفى غسان نجيب فرعون (GNP) تداوي - خميس مشيط.[5]
3. مستشفى المشفى.[5]
4. مستشفى حائل الوطني.[5]
5. مستشفى ساري.[5]
6. مستشفى الأقصى.[5]
7. مستشفى المشرق.[5]

- المراكز:

1. مراكز علاج الطبية.[5]
2. مركز ستار كير.[5]

- المعامل:

1. مختبرات البرج الطبية.[5]
2. مختبرات دلتا الطبية.[5]

### مصر
- المستشفيات:

1. مستشفى الأمل بالمهندسين.[6][7][8][9]
2. مستشفى ابن سينا التخصصي بالمهندسين.[10][9]
3. مستشفى الإسكندرية الدولي بسموحة.[10][9]
4. المركز الطبي الجديد (ANMC) "شركة الاسكندرية للخدمات الطبية".[11][12][3]
5. مستشفى العروبة بمصر الجديدة.[6][9]
6. مستشفى العقاد بأسيوط.[6][9]
7. مستشفى كايرو كلينك للأطفال.[6][13][9]
8. مستشفى المشرق بالدقي.[6][9]
9. مستشفى علاج التخصصي بمدينة نصر.[6][9]
10. مستشفى الأمل والحياة.[9]

- المراكز:

1. مركز ستار الطبي.[9]
2. مركز أوركيد للأورام.[9]

- المعامل:

1. معامل كايرو لاب: 35 فرعا.[14][9]
2. المعامل المتحدة.[9][15]

- حصص غير حاكمة:

1. العيون الدولي: بالاشتراك مع صندوق يورومينا الذي يملك الحصة الحاكمة.[6]

## أنظر أيضاً
- المواساة للخدمات الطبية
- السعودي الألماني الصحية
- مجموعة أندلسية
- مجموعة الحبيب الطبية
- مجموعة مستشفيات المانع
- مجموعة العبير الطبية
- مجموعة فقيه للرعاية الصحية
- مستشفيات الحياة الوطني
- مستشفيات دله
- مستشفيات الحمادي
- الوطنية للرعاية الطبية
- مجموعة ألاميدا
- مجموعة مستشفيات كليوباترا
- مجموعة مستشفيات مبرة العصافرة
- مينا هيلث بارتنرز
- قائمة المستشفيات في السعودية